# Takusagawa Takashi
Takashi Takusagawa (sinh ngày 12 tháng 2 năm 1981) là một cầu thủ bóng đá người Nhật Bản.

## Sự nghiệp câu lạc bộ
Takashi Takusagawa đã từng chơi cho Avispa Fukuoka và Shonan Bellmare.